# Путінцев Альберт Григорович
Путінцев Альберт Григорович — український письменник, сценарист. Лауреат Державної премії України ім. Т. Г. Шевченка (1980) — разом з Бузилевичем.

## Життєпис
Народився 24 червня 1932 р. в Омську (Росія) в родині вчителів. Помер 4 січня 1995 р. в Києві. Закінчив військове училище (1949) і факультет журналістики Київського державного університету ім. Т. Г. Шевченка (1961). Працював головою Запорізького обласного комітету по радіомовленню, телебаченню, головним редактором Головної редакції по виробництву телефільмів Держкомітету по телебаченню і радіомовленню при Раді Міністрів України. В 1973–1985 рр. був директором Київської кіностудії ім. О. П. Довженка.

## Творчий доробок
Автор сценаріїв стрічок: «Де ревів на порогах Дніпро» (1966), «Сталь і троянди» (1968), «Майстри» (1971), «Творці» (1973. Другий приз І Всесоюзного фестивалю телефільмів, Донецьк, 1974), «Відродження» (1979, 5 с, у співавт. Державна премія України ім. Т. Г. Шевченка, 1980 — разом з Володимиром Барсуком; Спеціальний приз журі VIII Всесоюзного фестивалю телефільмів, Баку, 1979), «Той, що несе факел» (1983, «Укртелефільм») та ін., художніх кінофільмів: «Житіє святих сестер» (1982), «В одне єдине життя» (1986). Нагороджений орденом Трудового Червоного Прапора, медалями.
Був членом Спілок письменників і кінематографістів України.